# Krajše mere velikih pet
Tradicionalno merjenje osebnosti vključuje razmeroma dolge vprašalnike, vendar pa je zaradi vedno večje popularnosti modela velikih pet in mnogih raziskav kjer so dolge mere nepraktične, v zadnjih letih zelo narasla potreba po krajših, a še vedno psihometrično ustreznih merah osebnosti.

## Prednosti krajših mer
S krajšimi merami osebnosti omogočimo bolj ekonomično izrabo časa ter preprečimo dolgočasje in utrujenost pri udeležencih, s čimer lažje pridobimo udeležence za sodelovanje v raziskavi ali študiji, saj od le teh večinoma pričakujemo, da bodo sodelovali, ter nam namenili svoj čas in trud, pogosto brez plačila ali nagrade. S krajšimi merami torej vsaj preprečimo osip, v najboljšem primeru pa si tako lažje zagotovimo večje število udeležencev, ki sodelujejo in s tem posledično zmanjšamo »prostovoljsko pristranost«, kjer nam v vzorcu ostanejo le udeleženci, ki so bili dejansko pripravljeni sodelovati v vsakem primeru, ne glede na dolžino vprašalnika, kar pa morda ni reprezentativno za celotno populacijo in lahko zmanjša zunanjo veljavnost rezultatov.
Prav tako so krajše mere bolj uporabne, ko je treba oceniti večje število konstruktov ter ponavljati meritve, na primer pri vzdolžnih študijah ali spremljanju učinkov obravnave. Tako je posamezen konstrukt treba oceniti na hitro, saj bi udeležence le stežka pripravili do tega, da bi nekaj tednov ali pa celo mesecev zapored skrbno in pozorno izpolnjevali daljše vprašalnike.

## Pomanjkljivosti krajših mer
Obstaja kar precej razlogov za pazljivost pri uporabi krajših mer. Pomisleki so večinoma psihometrične narave, saj teorija v osnovi predpostavlja, da s krajšimi merami teže dosežemo zanesljivost in zadostno pokritost celotnega področja merjenja, kar posledično pripelje do neustrezne veljavnosti. Rezultati pridobljeni s krajšimi merami imajo namreč še vedno bolj verjetno manjšo napovedno veljavnost, saj se v primeru, da udeleženec oceni svoje vedenje le na eni postavki, precej zmanjša verjetnost, da prav vedenje zajeto v postavki predstavlja njegovo resnično izraženost merjene lastnosti. Pri merah z več postavkami je ta napaka manjša, saj isti konstrukt merimo z večjim številom postavk, ki dajo udeležencu boljšo možnost, da v postavkah prepozna svoje vedenje in ga pravilno oceni, ter možnost, da se naključne napake med seboj izničijo, kar posledično poveča zanesljivost in veljavnost. 
Prav tako je pri merah z več postavkami lažje slediti socialno zaželenim odgovorom in težavam, ki temu sledijo, pri merah s posameznimi postavkami, pa se ta pristranost nima možnosti izničiti skozi serijo negativno in pozitivno vrednotenih postavk.
Drug problem je, da je model velikih pet zasnovan kot izjemno široka, hierarhična struktura in, da vsakega izmed petih faktorjev sestavlja več facet. To pomeni, da z eno postavko za vsak faktor ne moremo ustrezno zajeti niti posamezne facete, kaj šele celega faktorja, saj nehote dajemo prednost posamezni, konkretni lastnosti, s katero naj bi merili veliko bolj obširen in abstrakten pojem.

## Primeri krajših mer

### Big Five Inventory - 10 (BFI - 10)
To je krajša verzija dobro znanega vprašalnika Big Five Inventory, ki sta jo razvila Rammstedt in John, ki za oceno vsake dimenzije uporabi samo dve postavki, ena je pozitivna, druga pa negativna. Študije kažejo, da je BFI-10 zanesljiv, konstruktno in zunanje veljaven in samoocene so visoko stabilne v času. Med posameznimi lestvicami pa obstaja le znatna korelacija. BFI-10 ima skratka sprejemljive psihometrične lastnosti in ga torej lahko uporabljamo, ko smo časovno omejeni, hkrati pa bomo dobili zadovoljivo zanesljive rezultate. Tudi pri tem testu se uporablja Likertova 5-stopenjska lestvica, s pomočjo katere udeleženec oceni, kako zelo se s strinja s postavko.

### Five Item Personality Inventory (FIPI)
Gosling in drugi so razvili tudi inštrument za merjenje petih velikih dimenzij osebnosti, ki je vseboval samo pet postavk. Vsaka postavka je definirana s pomočjo dveh centralnih deskriptorjev in nato še dodatno obrazložena s šestimi drugimi deskriptorji. Čeprav je FIPI po psihometričnih lastnostih nekoliko slabši od standardnih inštrumentov za ocenjevanje velikih petih dimenzij, pa ima vseeno zadovoljivo veljavnost, retestno zanesljivost in konvergenco med lastnimi in ocenami drugih (notranje konsistentnosti pa pri tem testu seveda ne moremo izračunati). To pa pomeni, da lahko FIPI v določenih situacijah, recimo v časovni stiski, brez skrbi uporabimo.
Seveda se tudi tu, kot pri večini kratkih mer, pojavljajo psihometrične pomanjkljivosti, predvsem je problem zanesljivost. Problem je tudi pri določanju latentnih faktorjev ter v tem, da ne moremo imeti tako pozitivnih kot tudi negativnih postavk, zaradi česar lahko prihaja do pristranosti pri ocenjevanju.

### Ten-Item Personality Inventory (TIPI)
Muck, Hell in Gosling so prevedli TIPI v nemščino in ugotovili, da lahko deset unipolarnih postavk deluje kot učinkovit približek za daljše mere pet-faktorskega modela. Vendar pa TIPI-G (kot je bil poimenovan po prevodu v nemščino) ne more doseči nivoja natančnosti, kot ga lahko dosežejo daljši inštrumenti. Zajame le jedra oziroma bistva teh širših (petih) dimenzij.
TIPI-G seveda ni uporaben, ko želimo izčrpne ocene osebnosti ali pa ko posamezni vidiki dimenzij ponujajo boljšo napovedno vrednost kot pa dimenzije same. Če pa nas zanimajo le širše dimenzije in imamo malo časa, pa je seveda ena izmed boljših možnosti TIPI-G. Prednosti le-tega so, da se udeleženci med reševanjem zelo malo (ali pa sploh ne) utrudijo. Uporabimo ga lahko, ko imamo zelo malo časa ali pa nas zanima nek drug konstrukt, na katerega ima osebnost vpliv, slednja pa ni v središču naše pozornosti. Nadalje bi lahko TIPI-G uporabili tudi v veliko novih situacijah, kjer prej ocenjevanje osebnosti ni bilo mogoče. Vendar pa Muck, Hell in Gosling opozarjajo, da so te prednosti le spekulacije, vsaj dokler ne bo TIPI stestiran na relevantih populacijah.

### Mini International Personality Item Pool (Mini IPIP)
Donnellan, Oswald, Baird in Lucas pravijo, da so imeli nekaj pomislekov pri uporabi TIPI-ja, zato so se lotili konstrukcije lastne kratke mere velikih petih dimenzij. Prvi razlog za to je bil ta, da je zelo težko dobiti zadovoljivo notranjo konsistentnost s samo dvema postavkama za eno dimenzijo in ker ima TIPI zaradi tega večje omejitve pri aplikaciji latentnih spremenljivk. Nadalje so hoteli imeti test, kjer bi bile korelacije med posameznimi dimenzijami karseda nizke. S tem in s povečanjem števila spremenljivk so želeli povečati zanesljivost kratkega testa. Donnellan idr. (2006) so se konstrukcije testa lotili tako, da so skrajšali test IPIP-FFM, ki ima 50 postavk, na samo 20 postavk in ga poimenovali mini-IPIP. Razvili so ga preko petih različnih študij, vsaka dimenzija pa ima dve pozitivni in dve negativni postavki, razen dimenzija Intellect/Imagination, ki ima tri negativne in eno samo pozitivno.
Tudi tu so raziskovalci ugotovili, da skrajšana verzija ne zajema vseh vidikov, tako kot originalna verzija IPIP-FFM, vendar so razlike razmeroma majhne. Tudi retestne korelacije pri ponovnem reševanju po nekaj tednih in po nekaj mesec so zelo podobne tistim pri originalni verziji testa.
Donnellan in drugi verjamejo, da se bo mini-IPIP izkazal za uporabnega, učinkovitega in seveda ekonomičnega, saj je dostopen javnosti in seveda kratek.